# Kaidō

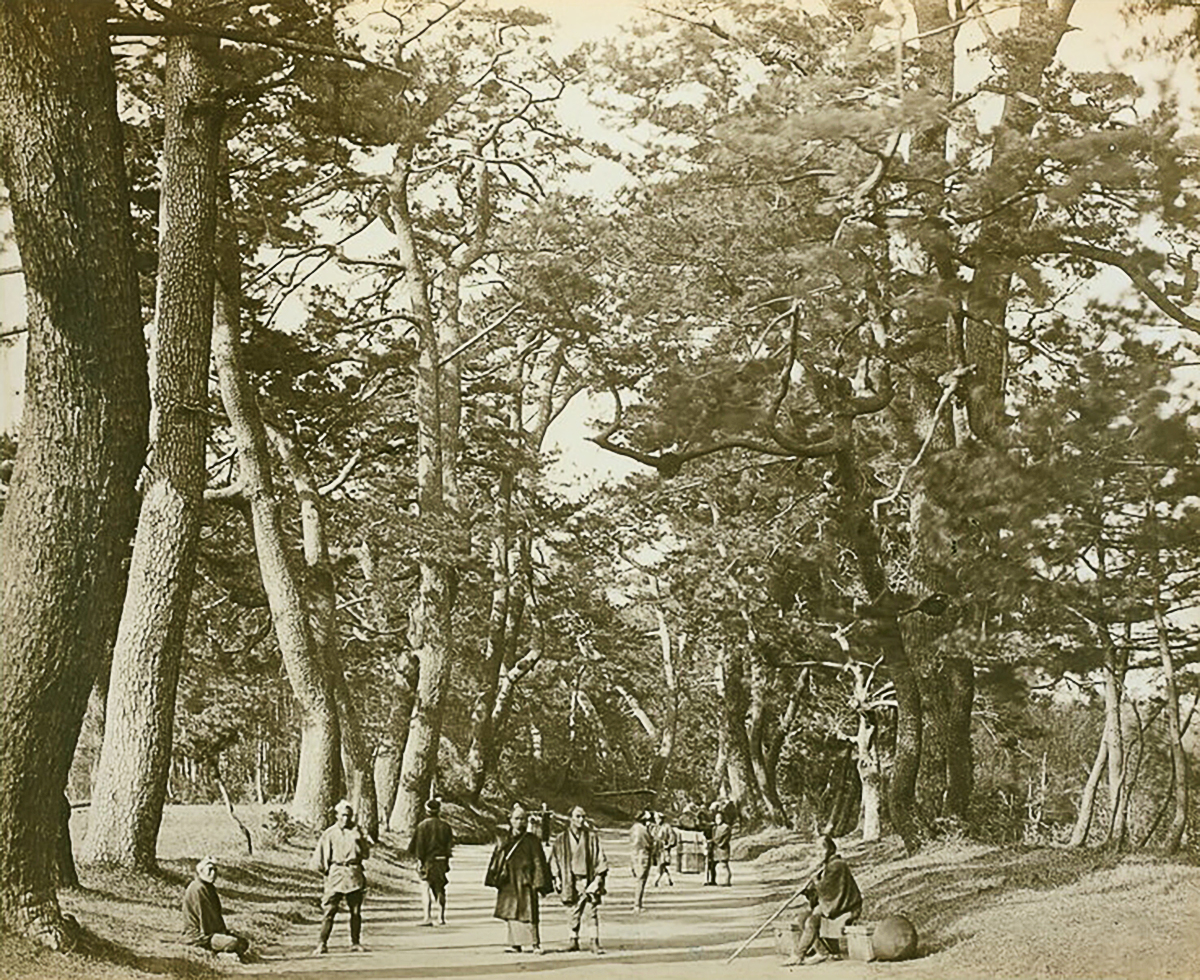
Podróżni na Tōkaidō w 1825 r.

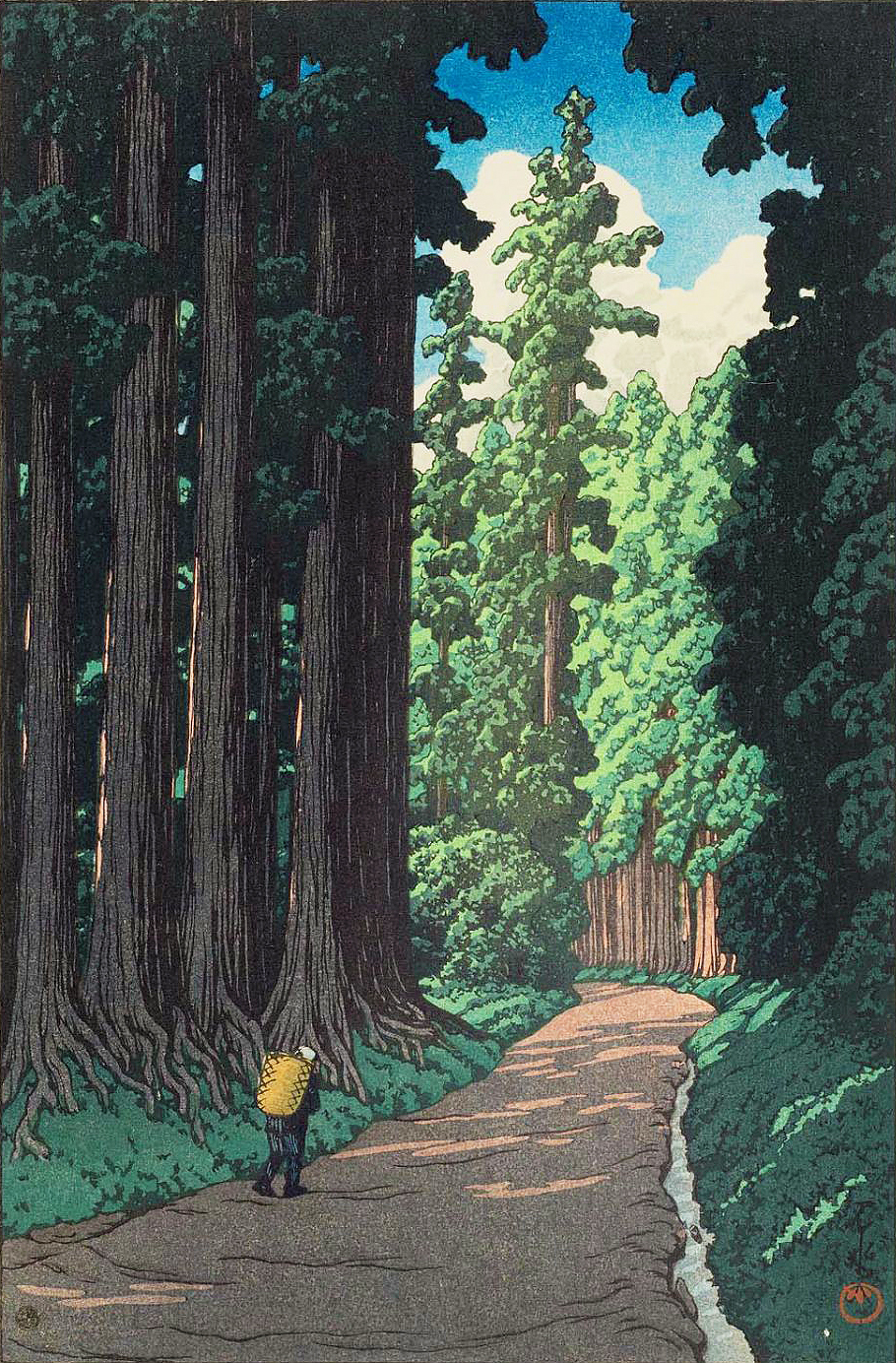
Hasui Kawase (1883–1957), Nikkō Kaidō

Kaidō (jap. 街道 trakt, gościniec, droga) – drogi w Japonii budowane w okresie Edo (1603–1868). 

## System dróg
Głównym przykładem dawnych dróg jest system połączeń o wspólnej nazwie Gokaidō. Miały one swój początek w mieście Edo (dzisiejsze Tokio). Przykładami mniej ważnych, dawnych dróg są: Hokuriku Kaidō i Nagasaki Kaidō. Na szlakach tych znajdowały się stacje pocztowe (shukuba), w których podróżni mogli odpocząć, otrzymać nocleg i zjeść posiłek.
Do kaidō nie zalicza się traktów: San’yōdō, San’indō, Nankaidō i Saikaidō, gdyż zostały wybudowane przed okresem Edo. Należały one do dawnego systemu Gokishichidō, który został stworzony w okresie Asuka (538–710). Nazwy te były używane zarówno w znaczeniu jednostek administracyjnych, jak i dróg w ich obrębie.
W dzisiejszych czasach, wiele autostrad i linii kolejowych biegnie trasami dawnych kaidō i utrzymuje te same nazwy, a niektóre ocalałe fragmenty szlaków służą celom turystycznym.  

## Gokaidō
Głównymi drogami zaczynającymi się w mieście Edo, na Nihonbashi, było pięć dróg:
- Tōkaidō (東海道) – do Kioto, wzdłuż wybrzeża Pacyfiku;
- Nakasendō (中山道) inaczej Kisokaidō (Kiso Kaidō) – do Kioto, przez góry;
- Kōshū Kaidō (甲州街道) – do miasta Kōfu;
- Ōshū Kaidō (奥州街道) – do miasta Shirakawa i innych miast położonych na północy Japonii;
- Nikkō Kaidō (日光街道) – do miasta Nikkō.

## Kaidō a kultura

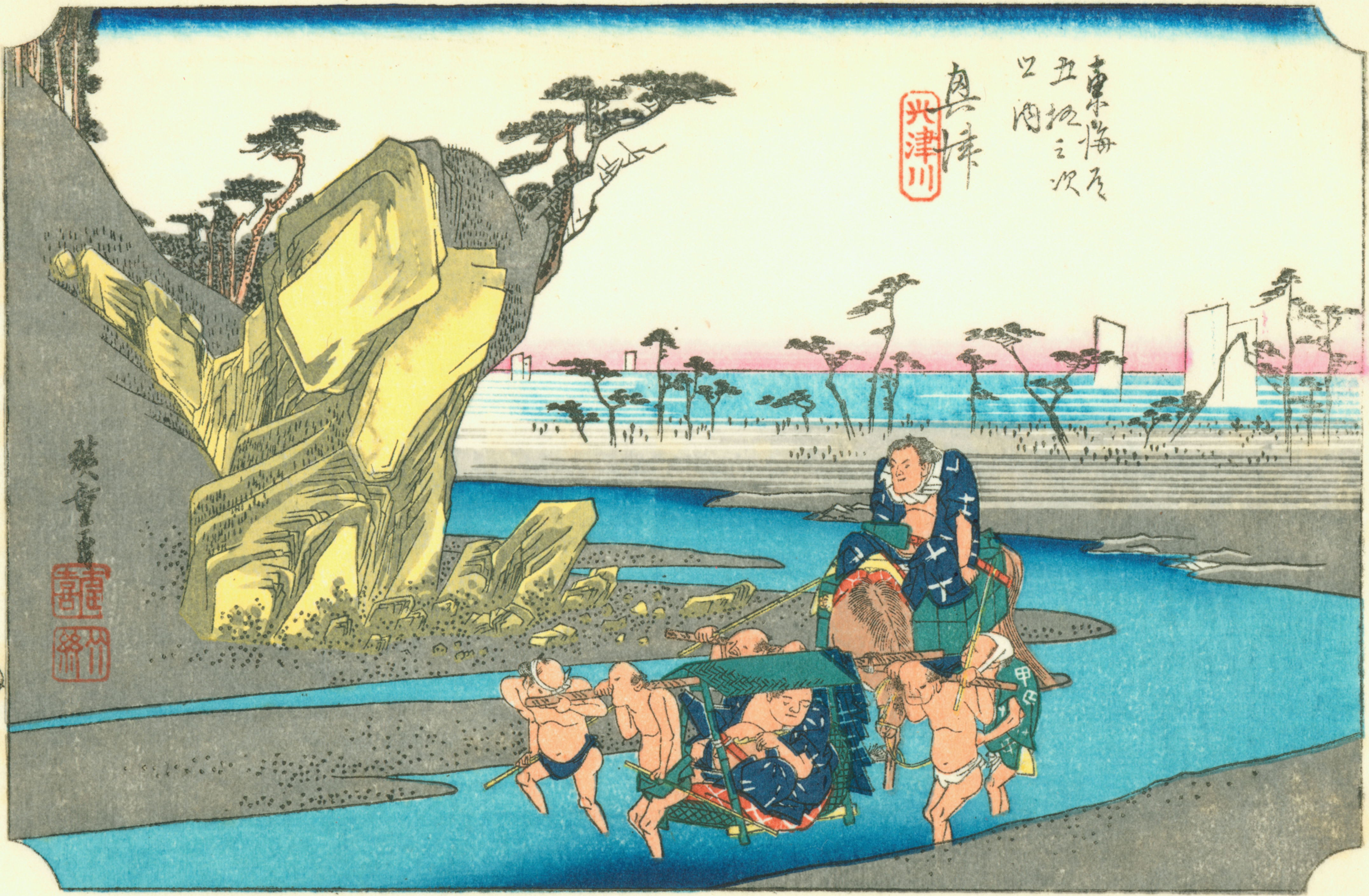
Drzeworyt przedstawiający 17. stację na Tōkaidō wykonany przez Hiroshige Andō

Kaidō odegrały znaczącą rolę w gospodarce, dla wymiany handlowej i rozwoju kultury mieszczańskiej Japonii okresu Edo (1603–1868). 
Japoński poeta, Bashō Matsuo (1644–1694), utrwalił prozą i wierszem swoje podróże wzdłuż tych dróg w książce pt.: Oku no hosomichi („Ścieżki na daleką północ”, 1702). 
Jeden ze słynnych malarzy i twórców ukiyo-e („obrazów przemijającego świata”), Hiroshige Andō (1797–1858), jest autorem m.in. serii drzeworytów (mokuhan-ga) obrazujących wszystkie odpoczynkowe stacje pocztowe (shukuba), które istniały wzdłuż drogi Tōkaidō. Cykl ten nosi nazwę: 53 stacje szlaku Tōkaidō (Tōkaidō gojūsan-tsugi). Na stacjach zatrzymywali się przedstawiciele wszystkich warstw społecznych, także panowie feudalni (daimyō) w czasie swoich obowiązkowych podróży (system sankin-kōtai) ze swoich lenn (han) do sioguna w Edo.